# Ricardo Lobo
Ricardo Lobo (Valinhos, 20 de maio de 1984), é um ex-futebolista brasileiro que atuava como centroavante. . Seu último clube profissional foi o FC Cascavel.

## Carreira
Ricardo Lobo atuou por diversos times do Brasil, com destaque no Criciúma aonde foi campeão estadual em 2005 e campeão brasileiro da Série C em 2006.
Em 14 de janeiro de 2010, Ricardo se transferiu para o Tochigi para atuar na J. League Division 2. No ano de 2012, se transferiu para o Kashiwa Reysol aonde disputou a Liga dos Campeões da AFC e também foi campeão da Supercopa do Japão. Após rápida passagem pelo Jef United da segunda divisão japonesa, se transferiu para o Europa indo jogar no futebol cipriota.

## Títulos
Criciúma
- Campeonato Catarinense: 2005
- Campeonato Brasileiro - Série C: 2006

Kashiwa Reysol
- Supercopa do Japão: 2012